# Куксин, Сергей Борисович
Сергей Борисович Куксин (род. 2 марта 1955, Углеуральск) — советский и российский математик, доктор физико-математических наук, лауреат премии имени А. М. Ляпунова.

## Биография
Родился 2 марта 1955 года в Углеуральске Пермской области.
Окончил Харьковскую физико-математическую школу № 27 (1972), механико-математический факультет МГУ (1977) и его аспирантуру (1980), в 1981 г. защитил кандидатскую диссертацию, посвященную нелинейным параболическим УрЧП (руководитель — Марк Вишик).
С 1980 г. работает в Математическом институте им. В.А. Стеклова, в настоящее время — ведущий научный сотрудник отдела дифференциальных уравнений.
Доктор физико-математических наук.
С 1998 года профессор Института математики Парижского университета.
Лауреат премии имени А. М. Ляпунова 2016 года — за цикл работ «Теория Колмогорова-Арнольда-Мозера для уравнений в частных производных».